# Il seme
Il seme (La Graine) è un film del 2023 diretto da Éloïse Lang.

## Trama
Inès e Lucie sono una coppia a cui manca solo di realizzare il sogno di avere un figlio. Dopo cinque tentativi falliti di PMA, decidono perciò di recarsi in una clinica specializzata in Belgio. Qui però scoprono che il dottor Peeters, il medico incaricato della procedura, allunga i campioni di sperma con l'acqua, data la grande mancanza di donatori. L'uomo, per non essere denunciato, decide così di accompagnare in giro le due ragazze, per aiutarle ad avere un figlio nel più breve tempo possibile.

## Produzione

### Sviluppo
L'idea alla base del film è nata nella mente di Éloïse Lang durante la lettura del quotidiano The New York Times, in un articolo che affrontava le difficoltà che le coppie potrebbero incontrare durante il loro percorso di PMA.
Tenendo presente l'oggetto del film, Lang deve successivamente pensare allo sviluppo della trama. Per fare questo, la regista e la sua coautrice, Pauline Mauroux, decidono di fingere di essere una coppia lesbica, per vivere il viaggio della procreazione assistita dall'interno.
La regista vuole un film il più universale possibile, in modo che chiunque possa mettersi nei panni dell'una o dell'altra protagonista.

### Cast
Quando il progetto è entrato in sviluppo, Marie Papillon era già stata inclusa nel cast. La scelta di Martin invece ha richiesto alla regista del tempo per trovare colei che avrebbe avuto più chimica con l'altra protagonista. Papillon ha dovuto perciò fare diverse prove con varie attrici, prima di incontrare Stacy Martin.
L'altro protagonista scelto è l'attore belga François Damiens. Oltre ai tre protagonisti, al cast si aggiungono Pablo Pauly, Victoire Du Bois, Guillermo Guiz, Stéphanie Van Vyve, Florence Hebbelynck, Aurélien Ringelheim e Alexandre von Sivers.

## Distribuzione
Il film è stato pubblicato su Prime Video il 3 maggio 2023.